# 戦略的イノベーション創造プログラム
戦略的イノベーション創造プログラム（せんりゃくてきイノベーションそうぞうプログラム、英語: Cross-ministerial Strategic Innovation Promotion Program、通称：SIP（エスアイピー））は、総合科学技術・イノベーション会議が司令塔機能を発揮して、府省の枠や旧来の分野を超えたマネジメントにより、科学技術イノベーション実現のために創設した国家プロジェクトである。内閣府に設置され、政策統括官（科学技術政策・イノベーション担当）が事務局を担っている。

## 創設の背景
日本の経済再生と持続的経済成長を実現するには、科学技術イノベーションが不可欠なことから、総合科学技術・イノベーション会議では、内閣総理大臣、科学技術政策担当大臣のリーダーシップの下、我が国全体の科学技術を俯瞰する立場から、総合的・基本的な科学技術・イノベーション政策の企画立案および総合調整を進めてきた。そうした中、自らの司令塔機能を強化する目的で打ち出されたのが、「政府全体の科学技術関係予算の戦略的策定」、「戦略的イノベーション創造プログラム（SIP）」、「革新的研究開発推進プログラム（ImPACT）」の3つの施策で、安倍首相は、第114回総合科学技術会議において、「今回創設する戦略的イノベーション創造プログラム「SIP」及び革新的研究開発推進プログラム「ImPACT」は我が国の未来を開拓していく上で鍵となる「国家重点プログラム」であり、この２大事業を強力に推進してまいります」と述べ、SIPの創設を牽引した。

## SIPの特徴
総合科学技術・イノベーション会議が府省・分野の枠を超えて自ら予算配分して、基礎研究から出口（実用化・事業化）までを見据えた取組を推進している。具体的には、以下の特色をもつ。
- 社会的に不可欠で、日本の経済・産業競争力にとって重要な課題を総合科学技術・イノベーション会議が選定。
- 府省・分野横断的な取り組み。
- 基礎研究から実用化・事業化までを見据えて一気通貫で研究開発を推進。規制・制度、特区、政府調達なども活用。国際標準化も意識。
- 企業が研究成果を戦略的に活用しやすい知財システム。

## 実施体制

### PD（プログラムディレクター）の選定
課題ごとにPD（プログラムディレクター）を選定している。PDは、内閣総理大臣が総合科学技術・イノベーション会議の承認を経て任命され、2014年（平成26年）に11課題11名のPDが選定された。日本の科学技術基本計画は、1995年（平成7年）に制定された 「科学技術基本法」 に基づき、5年間の計画として策定されているため、SIPも5年毎に見直され、第3期（2023年度（令和5年度）-2027年度（令和9年度））にあたる現在は14名のPDによる14課題が進められている。
PDは関係府省の縦割りを打破し、府省を横断する視点からプログラムを推進。このためにPDが議長となり、関係府省等が参加する推進委員会を設置している。

### ガバニングボードの実施
SIP の着実な推進を図るため、SIP の基本方針、SIP で扱う各課題の研究開発計画、予算配分、フォローアップ等についての審議・検討を行うための運営会議である。また、SIP や各課題の研究開発計画および進捗状況に対して、必要な助言、評価の役割も担う。評価の結果は、次年度のSIP の実施方針等に反映される。メンバーは、総合科学技術・イノベーション会議有識者議員で構成され、必要に応じて、構成員以外の有識者を招いて評価を行うこともある。

## 予算
SIP においては、府省連携、産学官連携のために司令塔機能が不可欠と考え、産学官を確実に連携できる強力なリーダーシップを備えたプログラムディレクター（PD）を選定した。また、内閣府自らが政府予算案において500 億円の予算を確保し、各省庁へ予算を移し替えて実施するという、従来にない画期的な仕組みを構築している。
平成26年度の概算要求は、内閣府を含めた関係10省庁（内閣府、警察庁、総務省、厚生労働省、財務省、文部科学省、農林水産省、経済産業省、国土交通省、環境省）から、科学技術振興費の４％をそれぞれ拠出し、「科学技術イノベーション創造推進費」として内閣府に500億円を計上した。このうち、SIP に325億円（65%）、健康医療分野に175億円（35%）が割り当てられた。また、健康医療分野については、健康・医療戦略推進本部が総合調整を実施している。
平成27年度 - 平成30年度予算においても同額を確保し運営されているが、詳しい内容は非公開である。
平成31年度（令和1年度）以降は、毎年度555億円が内閣府に計上されており、内訳は「SIP 及び PRISM に 380 億円、健康医療分野に 175 億円を割り当て」、「健康医療分野については、健康・医療戦略推進本部の下で執行」となっている。※令和4年度は非公開
第1期を2014（平成26）年度 - 2018（平成30）年度（一部課題のみ2015（平成27）年度 - 2019（令和1）年度）、第2期を2018（平成30）年度 - 2022（令和4）年度とし、現在は、第3期（2023（令和5）年度 - 2027（令和9）年度）である。予算総額の詳細や内訳等、一部非公開の場合もあり、定かではないが、内閣府の公表データ（PDFファイル）を見る限り、第1期は1,580億円（325億×4年＋280億×1年）、第2期は1,445億円（325億×1年＋280億×4年）、第3期は1,400億円（280億×5年）と推定される。

### 各事業期間の予算額
|            | 第1期      | 第1期      | 第1期      | 第1期      | 第1期      | 第2期     | 第2期     | 第2期     | 第2期     | 第2期     | 第3期           | 第3期           | 第3期           | 第3期           | 第3期           |
| 2014 (H26) | 2015 (H27) | 2016 (H28) | 2017 (H29) | 2018 (H30) | 2018 (H30) | 2019 (R1) | 2020 (R2) | 2021 (R3) | 2022 (R4) | 2023 (R5) | 2024 (R6)       | 2025 (R7)       | 2026 (R8)       | 2027 (R9)       |                 |
| ---------- | ---------- | ---------- | ---------- | ---------- | ---------- | --------- | --------- | --------- | --------- | --------- | --------------- | --------------- | --------------- | --------------- | --------------- |
| 予算       | 325        | 325        | 325        | 325        | 280        | 325       | 280       | 280       | 280       | 280       | 280             | 280             | 280             | 280             | 280             |
| 期合計     | 1,580      | 1,580      | 1,580      | 1,580      | 1,580      | 1,445     | 1,445     | 1,445     | 1,445     | 1,445     | 1,400（見込み） | 1,400（見込み） | 1,400（見込み） | 1,400（見込み） | 1,400（見込み） |

## SIPのプログラム

### プログラム一覧
第1期（2014-2018年）の11課題から第2期（2018-2022年）の12課題、第3期（2023年以降）の14課題へと増加し、社会課題の多様化が反映されている。第1期・第2期では技術開発が中心だったが、第3期では社会実装やエコシステム構築が重視され、自動運転が民間実用化への移行に伴い除外された。また、脱炭素や健康・医療分野の課題が拡充され、グローバルトレンドやパンデミック後のニーズへの対応が顕著である。一部課題は継続しつつ、新規課題の追加や終了も見られ、優先度の再調整が伺える。
|      | 期                     | No. | 第1期課題名称                                                    | PD          | 所属                                               | 採択年度 | 管理法人                                            | 府省庁名       | 交付金額*（通期）       | 交付金額*（通期）       | 交付金額*（通期）       |
| ---- | ---------------------- | --- | ---------------------------------------------------------------- | ----------- | -------------------------------------------------- | -------- | --------------------------------------------------- | -------------- | ----------------------- | ----------------------- | ----------------------- |
| 1    | 第 一 期（ 終 了 ）    | 1   | 革新的燃焼技術                                                   | 杉山 雅則   | トヨタ自動車株式会社                               | 2014     | JST                                                 | 文科省         | 94.2億                  |                         |                         |
| 2    | 第 一 期（ 終 了 ）    | 2   | 次世代パワーエレクトロニクス                                     | 大森 達夫   | 三菱電機株式会社                                   | 2014     | NEDO                                                | 経産省         | 114.3億                 |                         |                         |
| 3    | 第 一 期（ 終 了 ）    | 3   | 革新的構造材料                                                   | 岸 輝雄     | 外務大臣科学技術顧問                               | 2014     | JST                                                 | 文科省         | 186.9億                 |                         |                         |
| 4    | 第 一 期（ 終 了 ）    | 4   | エネルギーキャリア                                               | 村木 茂     | 東京ガス株式会社                                   | 2014     | JST                                                 | 文科省         | 165.8億                 |                         |                         |
| 5    | 第 一 期（ 終 了 ）    | 5   | 次世代海洋資源調査技術                                           | 浦辺 徹郎   | 東京大学                                           | 2014     | JAMSTEC「海のジパング計画」                         | 文科省         | 251.5億                 |                         |                         |
| 6    | 第 一 期（ 終 了 ）    | 6   | 自動走行システム                                                 | 葛巻 清吾   | トヨタ自動車株式会社                               | 2014     | NEDO                                                | 経産省         | 137.8億                 |                         |                         |
| 7    | 第 一 期（ 終 了 ）    | 7   | インフラ維持管理・更新・マネジメント技術                         | 藤野 陽三   | 横浜国立大学                                       | 2014     | JST、NEDO                                           | 文科省、経産省 | 160.5億                 |                         |                         |
| 8    | 第 一 期（ 終 了 ）    | 8   | レジリエントな防災・減災機能の強化                               | 堀 宗朗     | 東京大学地震研究所                                 | 2014     | JST                                                 | 文科省         | 123.2億                 |                         |                         |
| 9    | 第 一 期（ 終 了 ）    | 9   | 次世代農林水産業創造技術                                         | 野口 伸     | 北海道大学大学院                                   | 2014     | NARO（BRAIN） 農研機構（生研センター）              | 農水省         | 149.5億                 |                         |                         |
| 10   | 第 一 期（ 終 了 ）    | 10  | 革新的設計生産技術                                               | 佐々木 直哉 | 株式会社日立製作所                                 | 2014     | NEDO                                                | 経産省         | 91.1億                  |                         |                         |
| 11   | 第 一 期（ 終 了 ）    | 11  | 重要インフラ等におけるサイバーセキュリティの確保                 | 後藤 厚宏   | 情報セキュリティ大学院大学                         | 2015     | NEDO                                                | 経産省         | 99.0億                  |                         |                         |
|      | 期                     | No. | 第2期課題名称                                                    | PD          | 所属                                               | 採択年度 | 管理法人                                            | 府省庁名       | 交付金額*（通期）       | 交付金額*（通期）       | 交付金額*（通期）       |
| 12   | 第 二 期（ 終 了 ）    | 1   | ビッグデータ・AI を活用したサイバー空間基盤技術                  | 安西 祐一郎 | 慶應義塾                                           | 2018     | NEDO                                                | 経産省         | 99.89億                 |                         |                         |
| 13   | 第 二 期（ 終 了 ）    | 2   | フィジカル空間デジタルデータ処理基盤                             | 佐相 秀幸   | 株式会社富士通研究所                               | 2018     | NEDO                                                | 経産省         | 87.5億                  |                         |                         |
| 14   | 第 二 期（ 終 了 ）    | 3   | IoT社会に対応したサイバー・フィジカル・セキュリティ              | 後藤 厚宏   | 情報セキュリティ大学院大学                         | 2018     | NEDO                                                | 経産省         | 105.59億                |                         |                         |
| 15   | 第 二 期（ 終 了 ）    | 4   | 自動運転（システムとサービスの拡張）                             | 葛巻 清吾   | トヨタ自動車株式会社                               | 2018     | NEDO                                                | 経産省         | 152.35億                |                         |                         |
| 16   | 第 二 期（ 終 了 ）    | 5   | 統合型材料開発システムによるマテリアル革命                       | 三島 良直   | 東京工業大学                                       | 2018     | JST                                                 | 文科省         | 105.28億                |                         |                         |
| 17   | 第 二 期（ 終 了 ）    | 6   | 光・量子を活用したSociety 5.0 実現化技術                         | 西田 直人   | 株式会社東芝                                       | 2018     | QST 国立研究開発法人 量子科学技術研究開発機構       | 文科省         | 114.43億                |                         |                         |
| 18   | 第 二 期（ 終 了 ）    | 7   | スマートバイオ産業・農業基盤技術                                 | 小林 憲明   | キリンホールディングス株式会社                     | 2018     | NARO（BRAIN） 農研機構（生研センター）              | 農水省         | 110.24億                |                         |                         |
| 19   | 第 二 期（ 終 了 ）    | 8   | IoE社会のエネルギーシステム                                      | 柏木 孝夫   | 東京工業大学                                       | 2018     | JST                                                 | 文科省         | 64.81億                 |                         |                         |
| 20   | 第 二 期（ 終 了 ）    | 9   | 国家レジリエンス（防災・減災）の強化                             | 堀 宗朗     | JAMSTEC 国立研究開発法人 海洋研究開発機構          | 2018     | NIED 国立研究開発法人 防災科学技術研究所            | 文科省         | 195.99億                |                         |                         |
| 21   | 第 二 期（ 終 了 ）    | 10  | AI（人工知能）ホスピタルによる高度診断・治療システム             | 中村 祐輔   | 公益財団法人がん研究会プレシジョン医療研究センター | 2018     | NIBIOHN 国立研究開発法人 医薬基盤・健康・栄養研究所 | 厚労省         | 142.6億                 |                         |                         |
| 22   | 第 二 期（ 終 了 ）    | 11  | スマート物流サービス                                             | 田中 従雅   | ヤマトホールディングス株式会社                     | 2018     | MPAT 国立研究開発法人 海上・港湾・航空技術研究所    | 国交省         | 55.96億                 |                         |                         |
| 23   | 第 二 期（ 終 了 ）    | 12  | 革新的深海資源調査技術                                           | 石井 正一   | 石油資源開発株式会社                               | 2018     | JAMSTEC 国立研究開発法人 海洋研究開発機構           | 文科省         | 228.75億                |                         |                         |
|      | 期                     | No. | 第3期課題名称                                                    | PD          | 所属                                               | 採択年度 | 管理法人                                            | 府省庁名       | 交付金額 （単位：億円） | 交付金額 （単位：億円） | 交付金額 （単位：億円） |
| R5年 | 期                     | No. | 第3期課題名称                                                    | PD          | 所属                                               | 採択年度 | 管理法人                                            | 府省庁名       | R6年                    | R7年                    |                         |
| 24   | 第 三 期（ 継 続 中 ） | 1   | 豊かな食が提供される持続可能なフードチェーンの構築               | 松本 英三   | 株式会社Ｊ－オイルミルズ                           | 2023     | NARO（BRAIN） 農研機構（生研センター）              | 農水省         | 21.3                    | 21.5                    | 19.67                   |
| 25   | 第 三 期（ 継 続 中 ） | 2   | 統合型ヘルスケアシステムの構築                                   | 永井 良三   | 自治医科大学                                       | 2023     | NCGM 国立研究開発法人 国立国際医療研究センター      | 厚労省         | 260                     | 25.29                   | 27.9                    |
| 26   | 第 三 期（ 継 続 中 ） | 3   | 包摂的コミュニティプラットフォームの構築                         | 久野 譜也   | 筑波大学大学院                                     | 2023     | NIBIOHN 国立研究開発法人 医薬基盤・健康・栄養研究所 | 厚労省         | 12.5                    | 12.9                    | 13.0                    |
| 27   | 第 三 期（ 継 続 中 ） | 4   | ポストコロナ時代の学び方・働き方を実現するプラットフォームの構築 | 西村 訓弘   | 三重大学大学院                                     | 2023     | JST                                                 | 文科省         | 9.6                     | 9.7                     | 9.95                    |
| 28   | 第 三 期（ 継 続 中 ） | 5   | 海洋安全保障プラットフォームの構築                               | 石井 正一   | 日本CCS調査株式会社                                | 2023     | JAMSTEC 国立研究開発法人 海洋研究開発機構           | 文科省         | 48.5                    | 55.5                    | 28.9                    |
| 29   | 第 三 期（ 継 続 中 ） | 6   | スマートエネルギーマネジメントシステムの構築                     | 浅野 浩志   | 岐阜大学高等研究院                                 | 2023     | JST                                                 | 文科省         | 18.03                   | 18.43                   | 18.43                   |
| 30   | 第 三 期（ 継 続 中 ） | 7   | サーキュラーエコノミーシステムの構築                             | 伊藤 耕三   | 東京大学大学院                                     | 2023     | ERCA 独立行政法人 環境再生保全機構                  | 環境省         | 14.9                    | 15.2                    | 16.25                   |
| 31   | 第 三 期（ 継 続 中 ） | 8   | スマート防災ネットワークの構築                                   | 楠 浩一     | 東京大学地震研究所                                 | 2023     | NIED 国立研究開発法人 防災科学技術研究所            | 文科省         | 27.5                    | 26.45                   | 27.95                   |
| 32   | 第 三 期（ 継 続 中 ） | 9   | スマートインフラマネジメントシステムの構築                       | 久田 真     | 東北大学大学院                                     | 2023     | PWRI 国立研究開発法人 土木研究所                    | 国交省         | 21.6                    | 21.9                    | 22.1                    |
| 33   | 第 三 期（ 継 続 中 ） | 10  | スマートモビリティプラットフォームの構築                         | 石田 東生   | 筑波大学                                           | 2023     | NEDO                                                | 経産省         | 20.02                   | 20.22                   | 18.62                   |
| 34   | 第 三 期（ 継 続 中 ） | 11  | 人協調型ロボティクスの拡大に向けた基盤技術・ルールの整備         | 山海 嘉之   | 筑波大学                                           | 2023     | NEDO                                                | 経産省         | 13.28                   | 13.48                   | 12.25                   |
| 35   | 第 三 期（ 継 続 中 ） | 12  | バーチャルエコノミー拡大に向けた基盤技術・ルールの整備           | 持丸 正明   | 産業技術総合研究所                                 | 2023     | NEDO                                                | 経産省         | 15.0                    | 15.2                    | 15.3                    |
| 36   | 第 三 期（ 継 続 中 ） | 13  | 先進的量子技術基盤の社会課題への応用促進                         | 寒川 哲臣   | 日本電信電話株式会社                               | 2023     | QST 国立研究開発法人 量子科学技術研究開発機構       | 文科省         | 28.9                    | 29.1                    | 29.4                    |
| 37   | 第 三 期（ 継 続 中 ） | 14  | マテリアル事業化イノベーション・育成エコシステムの構築           | 木場 祥介   | ユニバーサルマテリアルズインキュベーター株式会社   | 2023     | NIMS 国立研究開発法人 物質・材料研究機構            | 文科省         | 14.9                    | 15.1                    | 13.71                   |

### 第1期
社会的課題の解決や産業競争力の強化、経済再生などに資する、エネルギー分野、次世代インフラ分野、地域資源分野から以下の11 課題を選定された。うち、重要インフラ等におけるサイバーセキュリティの確保は、平成27年度に追加で選定されている。

#### 革新的燃焼技術[21]
PD：杉山雅則 トヨタ自動車 パワートレーンカンパニー 先行技術開発担当常務理事

乗用車用内燃機関の最大熱効率を50％に向上する革新的燃焼技術（現在は40％程度）を持続的な産学連携体制の構築により実現し、産業競争力の強化と共に、世界トップクラスの内燃機関研究者の育成、省エネおよびCO2削減に寄与。

#### 次世代パワーエレクトロニクス[22]
PD：大森達夫　三菱電機 開発本部　主席技監

SiC、GaＮ等の次世代材料によって、現行パワーエレクトロニクスの性能の大幅な向上（損失1/2、体積1/4）を図り、省エネ、再生可能エネルギーの導入拡大に寄与。併せて、大規模市場を創出、世界シェアを拡大。

#### 革新的構造材料[23]
PD：岸 輝雄 新構造材料技術研究組合理事長、東京大学名誉教授、物質・材料研究機構名誉顧問

軽量で耐熱・耐環境性等に優れた画期的な材料の開発及び航空機等への実機適用を加速し、省エネ、CO2削減に寄与。併せて、日本の部素材産業の競争力を維持・強化。

#### エネルギーキャリア[24]
PD：村木 茂　東京ガス　アドバイザー

再生可能エネルギー等を起源とする水素を活用し、クリーンかつ経済的でセキュリティーレベルも高い社会を構築し、世界に向けて発信。

#### 次世代海洋資源調査技術[25]
PD：浦辺徹郎　東京大学名誉教授、国際資源開発研修センター　顧問

銅、亜鉛、レアメタル等を含む、海底熱水鉱床、コバルトリッチクラスト等の海洋資源を高効率に調査する技術を世界に先駆けて確立し、海洋資源調査産業を創出。

#### 自動走行システム[26]
PD：葛巻清吾　トヨタ自動車　先進技術開発カンパニー　常務理事

高度な自動走行システムの実現に向け、産学官共同で取り組むべき課題につき、研究開発を推進。関係者と連携し、高齢者など交通制約者に優しい公共バスシステム等を確立。事故や渋滞を抜本的に削減、移動の利便性を飛躍的に向上。

#### インフラ維持管理・更新・マネジメント技術[27][28]
PD：藤野陽三　横浜国立大学先端科学高等研究院　上席特別教授

インフラ高齢化による重大事故リスクの顕在化・維持費用の不足が懸念される中、予防保全による維持管理水準の向上を低コストで実現。併せて、継続的な維持管理市場を創造するとともに、海外展開を推進。

#### レジリエントな防災・減災機能の強化[29]
PD：堀 宗朗　東京大学地震研究所教授　巨大地震津波災害予測研究センター長

大地震・津波、豪雨・竜巻、火山等の自然災害に備え、官民挙げて災害情報をリアルタイムで共有する仕組みを構築、予防力、予測力の向上と対応力の強化を実現。

#### 次世代農林水産業創造技術
PD：野口 伸　北海道大学大学院農学研究院　教授

農政改革と一体的に、農業のスマート化、農林水産物の高付加価値化の技術革新を実現し、新規就農者、農業・農村の所得の増大に寄与。併せて、生活の質の向上、企業との連携による関連産業の拡大、世界の食料問題の解決に貢献。

#### 革新的設計生産技術[31]
PD：佐々木直哉　日立製作所 研究開発グループ　技師長

地域の企業や個人のアイデアやノウハウを活かし、時間的・地理的制約を打破する新たなものづくりスタイルを確立。企業・個人ユーザニーズに迅速に応える高付加価値な製品設計・製造を可能とし、産業・地域の競争力を強化。

#### 重要インフラ等におけるサイバーセキュリティの確保[32]
PD：後藤厚宏　情報セキュリティ大学院大学　学長

制御・通信機器の真贋判定技術（機器やソフトウェアの真正性・完全性を確認する技術）を含めた動作監視・解析技術と防御技術を研究開発し、重要インフラ産業の国際競争力強化と2020年東京オリンピック・パラリンピック競技大会の安定的運営に貢献。

### 他のプロジェクトへの参加研究者
他の類似研究プロジェクトへの参加研究者6名とその研究。
- FIRST
  - 山海嘉之 - FIRSTプログラム16「健康長寿社会を支える最先端人支援技術研究プログラム」
  - 永井良三 - FIRSTプログラム22「未解決のがんと心臓病を撲滅する最適医療開発」

- ImPACT
  - 伊藤耕三 - ImPACTプログラム1「超薄膜化・強靭化「しなやかなタフポリマー」の実現[75][76]」PM（プログラム・マネージャー）。
  - 山海嘉之 - ImPACTプログラム5「重介護ゼロ社会を実現する革新的サイバニックシステム[77][78]」PM（プログラム・マネージャー）。

- PRISM
  - 安西祐一郎 - PRISM領域名「革新的サイバー空間基盤技術領域」領域統括。
  - 佐相秀幸 - PRISM領域名「革新的フィジカル空間基盤技術領域」領域統括。
  - 安西祐一郎 - PRISM領域名②「AI技術領域」領域統括。
  - 小林憲明 - PRISM領域名③「バイオ技術領域」領域統括。

- ムーンショット型研究開発制度
  - 伊藤耕三 - ムーンショット目標4-3-1「非可食性バイオマスを原料とした海洋分解可能なマルチロック型バイオポリマーの研究開発[79]」PM（プロジェクトマネージャー）。

## 成果の発信

### シンポジウムの開催（SIPシンポジウム）
SIP の成果を広く国民に発信するため、平成26年度から毎年、「SIPシンポジウム」を開催している。平成29年度は、「SIPシンポジウム2017～見えてきた未来～社会での実用化～」と題して、東京・中央区のベルサール東京日本橋で開催された。「ソサエティー5.0（Society5.0）」の実現に向けた技術開発の取組を中心に、SIP11課題の成果と「社会での実用化」について各PDからの発表ならびに展示ブースを行い、昨年を上回る約1,000名を超える来場者を迎え、大盛況となった。基調講演では、株式会社日立製作所取締役会長・中西宏明氏による「Society 5.0の実現 –Digital Transformation」と題して行った。

### 海外への発信（SIPキャラバン）
外務大臣科学技術顧問（外務省参与）の活動の一環として、SIPに代表される我が国の科学技術イノベーションの取組を発信している。

## 沿革
- 2013年（平成25年）
  - 8月　内閣府計上の調整費（科学技術イノベーション創造推進費）を概算要求。
  - 9月　国家的・経済的重要性等の観点から総合科学技術会議が10の課題候補を決定。助言・評価等を行うガバニングボード（総合科学技術会議 有識者議員にて構成）を設置。
  - 10月 内閣府が各課題の政策参与を公募。
  - 12月 政策参与を決定。政策参与が中心となって研究開発計画を作成。
- 2014年（平成26年）
  - 2月　公開ワークショップ[82]。
  - 3月　事前評価。
  - 4月　研究開発計画をパブリックコメント。
  - 5月　総合科学技術・イノベーション会議[2]において、課題、プログラムディレクター（PD）、予算配分を決定。
  - 6月　PD 10名を任命、各省に予算移し替え、研究機関の公募開始。
  - 7月～ 公募締切、選定作業（書類・面接）。
  - 8月～ 採択課題、研究開発機関を決定し、研究開発体制を構築。
  - 10月～ 各課題の研究開発を本格化。
  - 12月　SIPシンポジウム2014[83]開催。
- 2015年（平成27年）
  - 3月　平成26年度末評価。
  - 4月　平成27年度当初予算配分を決定。
  - 6月　「重要インフラ等におけるサイバーセキュリティの確保」が総合科学技術・イノベーション会議にて新規課題候補として承認 。PD候補（政策参与）の公募。
  - 8月　新規課題候補のPD候補（政策参与）の任命。
  - 10月　SIPシンポジウム2015[84]開催。
  - 11月　「重要インフラ等におけるサイバーセキュリティの確保」が総合科学技術・イノベーション会議にて新規課題として承認。
- 2016年（平成28年）
  - 1月　平成27年度末評価。
  - 3月　平成28年度当初予算配分を決定。
  - 10月　SIPシンポジウム2016[85]開催。
- 2017年（平成29年）
  - 1月　平成28年度末評価、SIP制度中間評価。
  - 3月　平成29年度当初予算配分を決定。
  - 9月　SIPシンポジウム2017開催。
- 2018年（平成30年）
  - 4月　第2期のPD決定[86]。
- 2021年（令和3年）
  - 11月　SIPシンポジウム2021開催[87] 。
- 2023年（令和5年）
  - 3月14日: 「凸版印刷とNICT、耐量子計算機暗号に対応したプライベート認証局を構築　保健医療用の長期セキュアデータ保管・交換システムで有効性を確認　インターネットのセキュリティを担保し、安全・安心な社会インフラ実現を目指す」のプレスリリースを発表[88]。
  - 3月17日 「ＳＩＰ/ＰＲＩＳＭシンポジウム２０２２」をオンラインで開催[89]。第3期のPD決定[90]。

## 研究推進法人
- 国立研究開発法人 科学技術振興機構（JST）
- 国立研究開発法人 新エネルギー・産業技術総合開発機構（NEDO）
- 生物系特定産業技術研究支援センター（BRAIN） - 国立研究開発法人農業・食品産業技術総合研究機構（NARO）の組織の一つ。
- 国立研究開発法人量子科学技術研究開発機構（QST）
- 国立研究開発法人防災科学技術研究所（NIED）
- 国立研究開発法人医薬基盤・健康・栄養研究所（NIBN）
- 国立研究開発法人海上・港湾・航空技術研究所（MPAT）
- 国立研究開発法人海洋研究開発機構（JAMSTEC）
- 国立研究開発法人国立国際医療研究センター（NCGM）
- 独立行政法人環境再生保全機構（ERCA）
- 国立研究開発法人土木研究所（PWRI）
- 国立研究開発法人物質・材料研究機構（NIMS）